# Фам Нят Выонг
Фам Нят Выонг (вьет. Phạm Nhật Vượng; род. 5 августа 1968, Ханой, Вьетнам) — предприниматель, первый долларовый миллиардер Вьетнама.

## Биография
Родился в Ханое в бедной семье выходцев из центральной части страны. Отец служил в войсках ПВО Северного Вьетнама, мать — продавщица чая на улице. Благодаря отличным результатам в математике получил стипендию на учёбу. В 1993 году окончил Московский геологоразведочный институт по специальности «экономика».
После женитьбы на институтской подруге Фам Тху Хыонг (вьет. Phạm Thu Hương) открыл на Украине свой первый бизнес — вьетнамский ресторан. Затем супруги зарегистрировали предприятие «Техноком» и начали выпуск лапши быстрого приготовления, заняв деньги под 8 % в месяц. «Украинцы были очень бедные и очень голодные», — вспоминает Выонг. Его бренд «Мивина» (вермишель быстрого приготовления) стал на Украине очень популярным, а само наименование бренда — нарицательным для вермишели быстрого приготовления. Продал свою компанию «Техноком» концерну Nestle за 150 млн долларов в 2010 году.
Параллельно начал инвестировать прибыль в объекты недвижимости во Вьетнаме. В 2000 году через созданную им компанию Vingroup бизнесмен решает превратить неразвитый остров неподалёку от материка в фешенебельный курорт, а впоследствии — построить огромный парк развлечений и ещё несколько отелей.
В число проектов Vingroup входят курортные зоны под брендом Vinpearl (в Нячанге, Дананге, Халонге и на острове Фукуок), парки отдыха Vinpearl Land, торговые комплексы под брендом Vincom (флагманом является Vincom Bà Triệu в Ханое), элитные жилищные комплексы и коммерческая недвижимость (Vinhomes, Vincity) в Ханое и в ряде городов страны, супермаркеты, ТНП, интернет-магазины (Vinmart, Adayroi, Vinpro, VinID), сельскохозяйственные объекты, школы и больницы, фармакологические предприятия (Vinmec, Vinfa, Vinschool, Vineco).
В последние годы конгломерат Vingroup активно развивает сложные производства: появились такие подразделения, как VinTech (BigData и высокие технологии), VinCSS (кибербезопасность), VinConnect Ltd.Co (IT-сервис), а также собственное производство смартфонов (VinSmart), автомобилей и скутеров (VinFast).
Акции Vingroup были размещены на Вьетнамской фондовой бирже, компания вьетнамского Трампа (как его часто называют в прессе) входит в пятерку самых дорогих компаний, торгуемых на бирже, её стоимость превышает 14 млрд $ и составляет 2 % ВВП Вьетнама. 53 % акций Vingroup — основа состояния Фам Нят Выонга, оцененного журналом Forbes в 2021 году в 7,1 миллиарда долларов..
Фам Нят Выонг не кичится успехами и не выставляет богатство на показ: его главная цель — оставить после себя достойное наследие, которое будет служить людям и стране.
В 2020 году Выонг помог туристам, застрявшим во Вьетнаме из-за пандемии COVID-19, вернуться на родину, оплатив их полет Vietnam Airlines на Boeing 787 Dreamliner.
Имеет троих детей.

## Награды
- Орден «За заслуги» III степени (22 августа 2020 года, Украина) — за весомый личный вклад в укрепление международного авторитета Украины, развитие межгосударственного сотрудничества, плодотворную общественную деятельность[5].